# Peter Tanz
Peter Tanz (* 27. August 1938 in Weimar; † 25. Dezember 2012 in Dreitzsch) war ein deutscher evangelisch-lutherischer Pfarrer. Für seinen Beitrag der demokratischen Revolution in Neustadt an der Orla wurde er mit der Ehrenbürgerwürde ausgezeichnet.

## Leben
Peter Tanz besuchte die Schule in Weimar und absolvierte dann eine Lehre als Fräser und Hobler im Mähdreschwerk Weimar. 1954 bis 1957 besuchte er die Fachgrundschule für Musik Weimar-Belvedere, Hauptfach Fagott. Das Musikstudium konnte er jedoch aufgrund eines Passvergehens nicht beenden. Seit 1965 studierte er Evangelische Theologie am Theologischen Seminar Leipzig und wurde im November 1975 zum Pfarrer in Weltwitz gewählt. Diese Stelle hatte er inne, bis er im Jahr 2000 in den Ruhestand trat.
In den 1980er Jahren war er daneben als Jugendpfarrer im Kirchenkreis Neustadt an der Orla tätig. Dort ist er zudem untrennbar mit der demokratischen Revolution 1989/1990 verbunden. So prägte er nachhaltig die Entwicklung und Ausrichtung der örtlichen Protestbewegung. Am 12. Oktober 1989 fand unter seiner Leitung das erste politische Friedensgebet in der Stadtkirche von Neustadt statt. Bei den ersten freien Kommunalwahlen im Mai 1990 wurde er in den Kreistag des Landkreises Pößneck gewählt, dem er bis 1994 angehörte. Am Vorabend seines 70. Geburtstages, dem 26. August 2008, wurde ihm das Ehrenbürgerrecht der Stadt Neustadt an der Orla verliehen.